# Serie A 1954 (hockey su pista)
La Serie A 1954 è stata la 31ª edizione (la 5ª a girone unico), del torneo di primo livello del campionato italiano di hockey su pista. La competizione ha avuto inizio il 20 giugno e si è conclusa il 25 settembre 1954.
Lo scudetto è stato conquistato dalla Triestina per la quattordicesima volta nella sua storia.

## Stagione

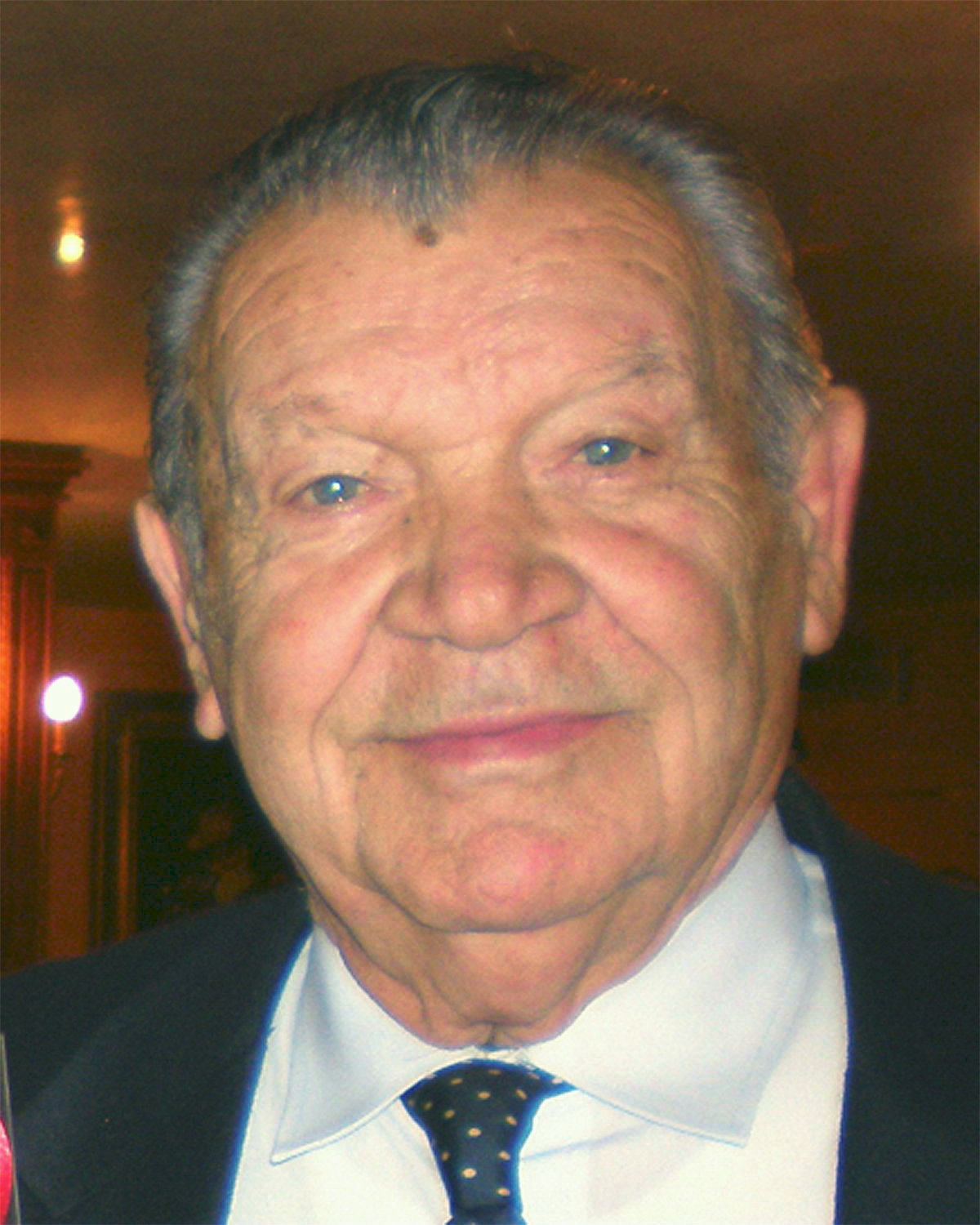
Ferruccio Panagini, capocannoniere del torneo.

### Novità
Al torneo parteciparono: Amatori Modena, Edera Trieste, Monza, Novara, Pirelli e Triestina e al posto della retrocessa Bolzanetese vi fu la squadra neopromossa dalla serie B e cioè il DLF Trieste; fu ripescato anche il Forza e Costanza al posto del Marzotto Valdagno che rinunciò a partecipare alla massima serie e si auto retrocedette in Serie B.

### Formula
La formula del campionato fu la stessa della stagione precedente; la manifestazione fu organizzata con un girone all'italiana, con gare di andata e ritorno per un totale di 14 giornate: erano assegnati 2 punti per l'incontro vinto e un punto a testa per l'incontro pareggiato, mentre non ne era attribuito alcuno per la sconfitta. Al termine del campionato la prima squadra classificata venne proclamata campione d'Italia mentre l'ottava classificata retrocedette in Serie B.

### Avvenimenti
Il campionato iniziò il 20 giugno 1954 e fu dominato dalla Triestina. La squadra giuliana prese la testa della classifica già alla seconda giornata per non lasciarla più chiudendo il torneo con tre punti di vantaggio sui rivali del Monza secondo in classifica e ben sette sul Pirelli terzo laureandosi per la quattordicesima volta nella sua storia campione d'Italia. Il Forza e Costanza retrocedette in Serie B; Ferruccio Panagini del Novara segnando 49 reti fu capocannoniere del torneo per la seconda volta consecutiva, la terza in totale.

## Squadre partecipanti
| Club             | Stag.    | Città      | Impianto                         | Stagione precedente              |
| ---------------- | -------- | ---------- | -------------------------------- | -------------------------------- |
| Amatori Modena   | dettagli | Modena     | Pista da ballo del Rifugio Verde | 7º in Serie A                    |
| DLF Trieste      | dettagli | Trieste    | Pista di Viale Miramare          | 1º in Serie B, promosso          |
| Edera Trieste    | dettagli | Trieste    | Pista di Viale Miramare          | 4º in Serie A                    |
| Forza e Costanza | dettagli | Brescia    | ?                                | 2ª in Serie B, ripescato         |
| Monza            | dettagli | Monza (MI) | Pista di via Boccaccio           | 1º in Serie A, campione d'Italia |
| Novara           | dettagli | Novara     | Pista in viale Buonarroti        | 2º in Serie A                    |
| Pirelli          | n.d.     | Milano     | ?                                | 5º in Serie A                    |
| Triestina        | dettagli | Trieste    | Pista di Viale Miramare          | 3º in Serie A                    |

### Allenatori e primatisti
| Squadra          | Allenatore     | Cannoniere              |
| ---------------- | -------------- | ----------------------- |
| Amatori Modena   |                |                         |
| DLF Trieste      |                |                         |
| Edera Trieste    |                |                         |
| Forza e Costanza |                |                         |
| Monza            | Orazio Zorloni |                         |
| Novara           | Carlo Ciocala  | Ferruccio Panagini (49) |
| Pirelli          |                |                         |
| Triestina        | Mario Cergol   |                         |

## Classifica finale
|  | Pos. | Squadra          | Pt | G  | V  | N | P  | GF | GS | DR  |
|  | ---- | ---------------- | -- | -- | -- | - | -- | -- | -- | --- |
|  | 1.   | Triestina        | 22 | 14 | 11 | 0 | 3  | 77 | 32 | +45 |
|  | 2.   | Monza            | 19 | 14 | 9  | 1 | 4  | 89 | 67 | +22 |
|  | 3.   | Pirelli          | 15 | 14 | 6  | 3 | 5  | 59 | 57 | +2  |
|  | 4.   | Novara           | 14 | 14 | 7  | 0 | 7  | 85 | 68 | +17 |
|  | 5.   | Amatori Modena   | 14 | 14 | 7  | 0 | 7  | 58 | 66 | -8  |
|  | 6.   | Edera Trieste    | 13 | 14 | 4  | 5 | 5  | 70 | 87 | -17 |
|  | 7.   | DLF Trieste      | 11 | 14 | 4  | 3 | 7  | 56 | 59 | -3  |
|  | 8.   | Forza e Costanza | 4  | 14 | 0  | 4 | 10 | 30 | 88 | -58 |

Legenda:
      Campione d'Italia.
      Retrocessa in Serie B.
Note:
Due punti a vittoria, uno a pareggio, zero a sconfitta.

## Risultati

### Tabellone
| 1954             | AmMo | Eder | Ferr | FcBs | Monz | Nova | Pire | Trie |
| ---------------- | ---- | ---- | ---- | ---- | ---- | ---- | ---- | ---- |
| Amatori Modena   | –––– | 5-4  | 3-5  | 7-2  | 6-7  | 7-3  | 5-4  | 4-2  |
| Edera Trieste    | 7-5  | –––– | 5-5  | 6-6  | 9-4  | 13-2 | 3-2  | 1-10 |
| Ferroviario      | 1-2  | 7-3  | –––– | 11-1 | 3-5  | 3-4  | 4-4  | 2-5  |
| Forza e Costanza | 2-3  | 3-3  | 0-0  | –––– | 3-5  | 1-8  | 3-3  | 0-2  |
| Monza            | 9-3  | 6-6  | 12-4 | 15-3 | –––– | 5-4  | 8-7  | 5-4  |
| Novara           | 8-5  | 17-2 | 5-4  | 12-4 | 7-4  | –––– | 6-7  | 2-4  |
| Pirelli          | 7-2  | 5-5  | 3-5  | 2-1  | 5-3  | 4-3  | –––– | 4-2  |
| Triestina        | 5-1  | 10-3 | 7-2  | 11-1 | 3-1  | 5-4  | 7-2  | –––– |

### Calendario
| Andata (1ª) | Andata (1ª) | Prima giornata           | Ritorno (8ª) | Ritorno (8ª) |
|             |             |                          |              |              |
| 20 giu.     | 7-3         | Amatori Modena-Novara    | 5-8          | 7 ago.       |
| 20 giu.     | 3-3         | Forza e Costanza-Pirelli | 1-2          | 7 ago.       |
| 20 giu.     | 6-6         | Monza-Edera Trieste      | 4-9          | 7 ago.       |
| 20 giu.     | 7-2         | Triestina-DLF Trieste    | 5-2          | 7 ago.       |

| Andata (2ª) | Andata (2ª) | Seconda giornata             | Ritorno (9ª) | Ritorno (9ª) |
|             |             |                              |              |              |
| 27 giu.     | 7-5         | Edera-Amatori Modena         | 4-5          | 21 ago.      |
| 27 giu.     | 11-1        | DLF Trieste-Forza e Costanza | 0-0          | 21 ago.      |
| 27 giu.     | 2-4         | Novara-Triestina             | 4-5          | 21 ago.      |
| 27 giu.     | 5-3         | Pirelli-Monza                | 7-8          | 21 ago.      |

| Andata (3ª) | Andata (3ª) | Terza giornata             | Ritorno (10ª) | Ritorno (10ª) |
|             |             |                            |               |               |
| 3 lug.      | 3-5         | Amatori Modena-DLF Trieste | 2-1           | 28 ago.       |
| 3 lug.      | 15-3        | Monza-Forza e Costanza     | 5-3           | 28 ago.       |
| 3 lug.      | 6-7         | Novara-Pirelli             | 3-4           | 28 ago.       |
| 3 lug.      | 10-3        | Triestina-Edera Trieste    | 10-1          | 28 ago.       |

| Andata (4ª) | Andata (4ª) | Quarta giornata          | Ritorno (11ª) | Ritorno (11ª) |
|             |             |                          |               |               |
| 10 lug.     | 3-5         | DLF Trieste-Monza        | 4-12          | 4 set.        |
| 10 lug.     | 1-8         | Forza e Costanza-Novara  | 4-12          | 4 set.        |
| 10 lug.     | 5-5         | Pirelli-Edera Trieste    | 2-3           | 4 set.        |
| 10 lug.     | 5-1         | Triestina-Amatori Modena | 2-4           | 4 set.        |

| Andata (5ª) | Andata (5ª) | Quinta giornata        | Ritorno (12ª) | Ritorno (12ª) |
|             |             |                        |               |               |
| 17 lug.     | 5-4         | Amatori Modena-Pirelli | 2-7           | 11 set.       |
| 17 lug.     | 6-6         | Edera-Forza e Costanza | 3-3           | 11 set.       |
| 17 lug.     | 5-4         | Monza-Triestina        | 1-3           | 11 set.       |
| 17 lug.     | 5-4         | Novara-DLF Trieste     | 4-3           | 11 set.       |

| Andata (6ª) | Andata (6ª) | Sesta giornata                  | Ritorno (13ª) | Ritorno (13ª) |
|             |             |                                 |               |               |
| 24 lug.     | 7-3         | DLF Trieste-Edera               | 5-5           | 18 set.       |
| 24 lug.     | 2-3         | Forza e Costanza-Amatori Modena | 2-7           | 18 set.       |
| 24 lug.     | 5-4         | Monza-Novara                    | 4-7           | 18 set.       |
| 24 lug.     | 7-2         | Triestina-Pirelli               | 2-4           | 18 set.       |

| \| Andata (7ª) \| Andata (7ª) \| Settima giornata \| Ritorno (14ª) \| Ritorno (14ª) \| \| \| \| \| \| \| \| 31 lug. \| 6-7 \| Amatori Modena-Monza \| 3-9 \| 25 set. \| \| 31 lug. \| 13-2 \| Edera Trieste-Novara \| 2-17 \| 25 set. \| \| 31 lug. \| 0-2 \| Forza e Costanza-Triestina \| 1-11 \| 25 set. \| \| 31 lug. \| 3-5 \| Pirelli-DLF Trieste \| 4-4 \| 25 set. \| |             |                            |               |               |
| Andata (7ª) | Andata (7ª) | Settima giornata           | Ritorno (14ª) | Ritorno (14ª) |
| |             |                            |               |               |
| 31 lug. | 6-7         | Amatori Modena-Monza       | 3-9           | 25 set.       |
| 31 lug. | 13-2        | Edera Trieste-Novara       | 2-17          | 25 set.       |
| 31 lug. | 0-2         | Forza e Costanza-Triestina | 1-11          | 25 set.       |
| 31 lug. | 3-5         | Pirelli-DLF Trieste        | 4-4           | 25 set.       |

## Verdetti
| Verdetto               | Club                   |
| ---------------------- | ---------------------- |
| Campione d'Italia 1954 | Triestina (14º titolo) |
| Retrocessa in Serie B  | Forza e Costanza       |

### Squadra campione
| N° | Naz.              | Ruolo | Sportivo         |  |  |  |
| -- | ----------------- | ----- | ---------------- |  |  |  |
| ?  | Italia (bandiera) | E     | Emilio Bertuzzi  |  |  |  |
| ?  | Italia (bandiera) | E     | Ermanno Bertuzzi |  |  |  |
| ?  | Italia (bandiera) | E     | Claudio Brezigar |  |  |  |
| ?  | Italia (bandiera) | P     | Romano Cataletto |  |  |  |
| ?  | Italia (bandiera) | E     | Marcello Forti   |  |  |  |
| ?  | Italia (bandiera) | E     | Loggia           |  |  |  |
| ?  | Italia (bandiera) | E     | Claudio Torrenti |  |  |  |

- Allenatore:  Mario Cergol

## Statistiche del torneo

### Capoliste solitarie
|    | ——        | —— | —— | —— | —— | —— | —— | —— | ——  | ——  | ——  | ——  | ——  | —— |  |
|    | Triestina |    |    |    |    |    |    |    |     |     |     |     |     |    |  |
|    |           |    |    |    |    |    |    |    |     |     |     |     |     |    |  |
|    |           |    |    |    |    |    |    |    |     |     |     |     |     |    |  |
| 1ª | 2ª        | 3ª | 4ª | 5ª | 6ª | 7ª | 8ª | 9ª | 10ª | 11ª | 12ª | 13ª | 14ª |    |  |

### Classifica in divenire
|                  | 1ª | 2ª | 3ª | 4ª | 5ª | 6ª | 7ª | 8ª | 9ª | 10ª | 11ª | 12ª | 13ª | 14ª |
| ---------------- | -- | -- | -- | -- | -- | -- | -- | -- | -- | --- | --- | --- | --- | --- |
| Amatori Modena   | 2  | 2  | 2  | 2  | 4  | 6  | 6  | 6  | 8  | 10  | 12  | 12  | 14  | 14  |
| DLF Trieste      | 0  | 2  | 4  | 4  | 4  | 6  | 8  | 8  | 9  | 9   | 9   | 9   | 10  | 11  |
| Edera Trieste    | 1  | 3  | 3  | 4  | 5  | 5  | 7  | 9  | 9  | 9   | 11  | 12  | 13  | 13  |
| Forza e Costanza | 1  | 1  | 1  | 1  | 2  | 2  | 2  | 2  | 3  | 3   | 3   | 4   | 4   | 4   |
| Monza            | 1  | 1  | 3  | 5  | 7  | 9  | 11 | 11 | 13 | 15  | 17  | 17  | 17  | 19  |
| Novara           | 0  | 0  | 0  | 2  | 4  | 4  | 4  | 6  | 6  | 6   | 8   | 10  | 12  | 14  |
| Pirelli          | 1  | 3  | 5  | 6  | 6  | 6  | 6  | 8  | 8  | 10  | 10  | 12  | 14  | 15  |
| Triestina        | 2  | 4  | 6  | 8  | 8  | 10 | 12 | 14 | 16 | 18  | 18  | 20  | 20  | 22  |

### Record squadre
- Maggior numero di vittorie: Triestina (11)
- Minor numero di vittorie: Forza e Costanza (0)
- Maggior numero di pareggi: Edera Trieste (5)
- Minor numero di pareggi: Amatori Modena, Novara e Triestina (0)
- Maggior numero di sconfitte: Forza e Costanza (10)
- Minor numero di sconfitte: Triestina (3)
- Miglior attacco: Monza (89 reti realizzate)
- Peggior attacco: Forza e Costanza (30 reti realizzate)
- Miglior difesa: Triestina (32 reti subite)
- Peggior difesa: Forza e Costanza (89 reti subite)
- Miglior differenza reti: Triestina (+45)
- Peggior differenza reti: Forza e Costanza (-58)

### Classifica cannonieri
| Gol |  |  | Giocatore          | Squadra |
| --- |  |  | ------------------ | ------- |
| 49  |  |  | Ferruccio Panagini | Novara  |